# Bertula
Bertula är ett släkte av fjärilar. Bertula ingår i familjen nattflyn.

## Bildgalleri

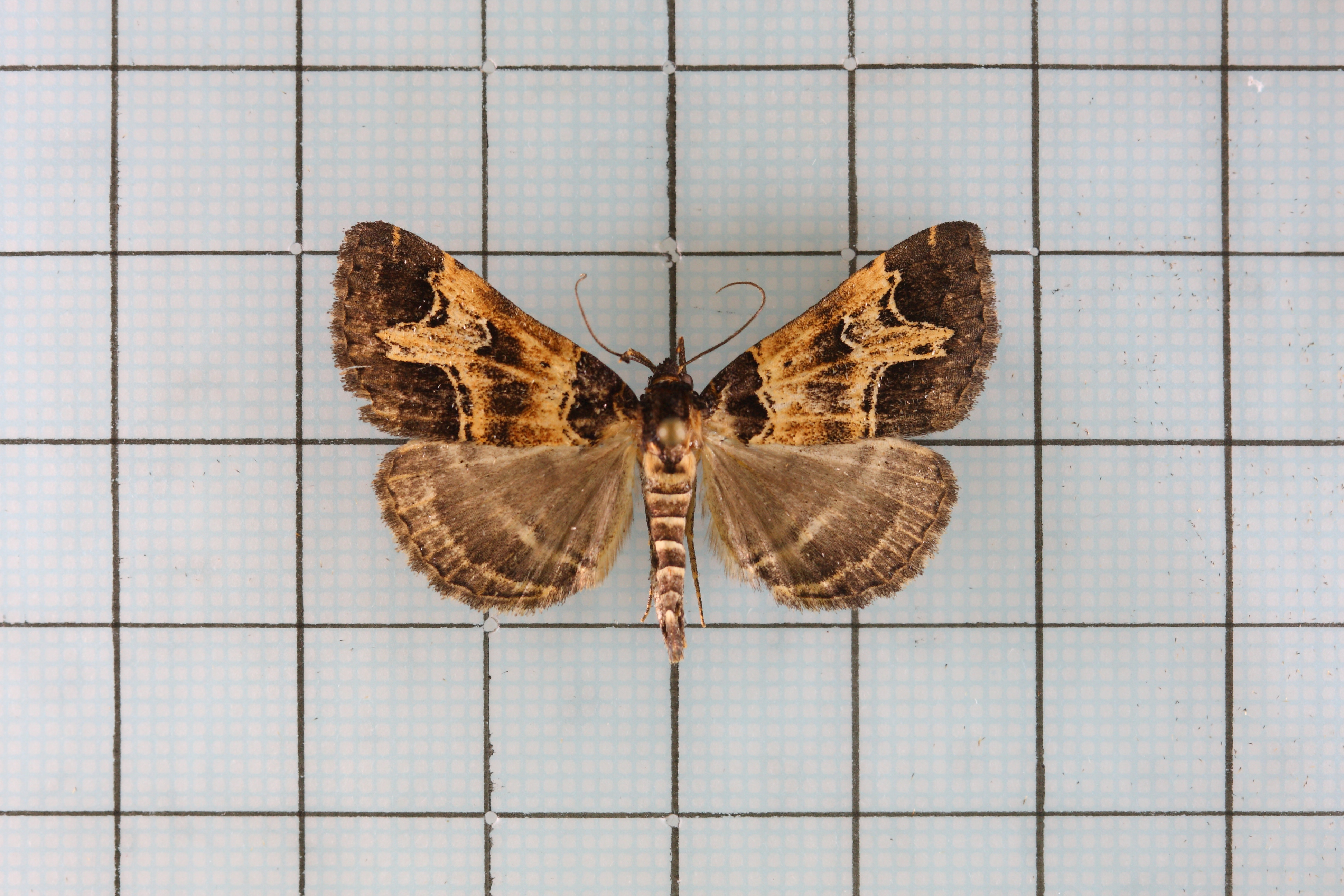

## Dottertaxa tillBertula, i alfabetisk ordning[1]
- Bertula abjudicalis
- Bertula albipunctata
- Bertula albosignata
- Bertula alikangialis
- Bertula amurensis
- Bertula aterena
- Bertula atrirena
- Bertula bidentata
- Bertula bisectalis
- Bertula carta
- Bertula centralis
- Bertula contrastans
- Bertula crucialis
- Bertula delosticha
- Bertula dentilineata
- Bertula depressalis
- Bertula erectilinea
- Bertula excelsalis
- Bertula figurata
- Bertula fulgurata
- Bertula fulvistrigalis
- Bertula grimsgaardi
- Bertula hadenalis
- Bertula heteropalpia
- Bertula hisbonalis
- Bertula impuralis
- Bertula incisa
- Bertula incongruens
- Bertula inconspicua
- Bertula insignifica
- Bertula kosemponica
- Bertula latifasciata
- Bertula leucopis
- Bertula madida
- Bertula mimica
- Bertula nyctiphanta
- Bertula obliqua
- Bertula partita
- Bertula persimilis
- Bertula poliostigma
- Bertula restricta
- Bertula retracta
- Bertula rostrilinea
- Bertula rufibasis
- Bertula ruptistigma
- Bertula saigonensis
- Bertula similalis
- Bertula suisharyonis
- Bertula terminalis
- Bertula tespilalis
- Bertula thyrisalis
- Bertula tumidalis
- Bertula vialis